# Сент Винсент и Гренадини на Светском првенству у атлетици на отвореном 2023.
Сент Винсент и Гренадини су на 19. Светском првенству у атлетици на отвореном 2023. одржаном у Будимпешти од 19. до 27. августа деветнаести пут, односно, учествовали су на свим првенствима до данас. Репрезентацију Сент Винсента и Гренадина представљао је један атлетичар који се такмичио у трци на 800 метара.,.
На овом првенству такмичар Сент Винсента и Гренадина није освојио ниједну медаљу, нити је остварио неки резултат.

## Учесници
Мушкарци: 
- Хандал Робан — 800 м

## Резултати

### Мушкарци
| Атлетичар    | Дисциплина | Лични рекорд | Квалификације | Квалификације | Полуфинале           | Полуфинале           | Финале               | Финале       | Детаљи |
| Атлетичар    | Дисциплина | Лични рекорд | Резултат      | Место         | Резултат             | Место                | Резултат             | Место        | Детаљи |
| ------------ | ---------- | ------------ | ------------- | ------------- | -------------------- | -------------------- | -------------------- | ------------ | ------ |
| Хандал Робан | 800 м      | 1:45,93 НР   | 1:46,86       | 6. у гр. 4    | Није се квалификовао | Није се квалификовао | Није се квалификовао | 32 / 60 (61) |        |